# 마쓰모토 히로유키 (배우)
마츠모토 히로유키(1980년 5월 31일 ~ )는 일본의 배우로, Orange Prisoners의 멤버이다.

## 출연작

### TV 드라마
- 2010년 ~ 2011년 가면라이더 오즈 - 가멜 역

## 영화
- 극장판 가면라이더 오즈 WONDERFUL 장군과 21개의 코어 메달 - 가멜 역
- 가면라이더 오즈 10th 부활의 코어 메달 - 가멜 역